# Hanna Strömberg
Hanna Strömberg (* 7. März 2000) ist eine schwedische Unihockeyspielerin, die beim Nationalliga-A-Verein UHC Laupen unter Vertrag steht.